# Marija Vučenović
Marija Vučenović (en serbio: Марија Вученовић) (Sremska Mitrovica, 3 de abril de 1993) es una atleta serbia especializada en el lanzamiento de jabalina.

## Carrera deportiva
Una de sus primeras apariciones a nivel internacional tuvo lugar en 2009, en el Campeonato Mundial de Atletismo Sub-18 que se celebró en la villa italiana de Bresanona, donde registró un cuarto puesto gracias a un lanzamiento de 51,42 metros. Poco después, en el Festival Olímpico de la Juventud Europea de Tampere (Finlandia), con un resultado casi similar (cuatro centésimas superior) llegaba al podio y se alzaba con una medalla de plata.
En 2010, en Moncton (Canadá) compitió en el Campeonato Mundial de Atletismo Sub-20, donde acabó decimoquinta en la general, con 48,10 metros de lanzamiento registrado. Al año siguiente, en Tallin, en el Campeonato Europeo de Atletismo Sub-20 acababa quinta, mejorando su marca hasta los 54,73 metros. En 2012, con un registro algo menor (30 centímetros), se llevaba una medalla de bronce en el Campeonato Mundial de Atletismo Sub-20.
En 2013, nuevamente en Tampere, ahora con el Campeonato Europeo de Atletismo Sub-23, se llevaba una nueva medalla gracias a una marca de 54,43 metros. Para 2015, en la siguiente edición que tuvo lugar en Tallin (Estonia) bajaba el ratio, siendo séptima con un lanzamiento de 53,82 metros.

En 2016, en el Campeonato Europeo de Atletismo de Ámsterdam, apenas logró un lanzamiento de 49,18 metros, lo que la posicionó bastante lejos en la ronda clasificatoria, sin opciones de avanzar a la final.
En 2018, en el Campeonato Europeo de Atletismo de Berlín (Alemania), llegaba a la final de la serie, con 55,23 metros, quedando undécima en la general.
En el verano de 2021 compitió en los Juegos Olímpicos de Tokio, postergados un año a consecuencia de la pandemia por el coronavirus. Su mejor lanzamiento fue de 58,93 metros, casi dos metros por debajo del corte en el que quedaron las atletas para la fase final, quedando vigésima en la general.
Para 2023, en el Campeonato Mundial de Atletismo de Budapest (Hungría), no conseguía pasar de su ronda clasificatoria, con un lanzamiento de 54,21 metros.

## Resultados por competición

### Por temporada
| Representando a Serbia | Representando a Serbia                                      | Representando a Serbia | Representando a Serbia | Representando a Serbia | Representando a Serbia |
| ---------------------- | ----------------------------------------------------------- | ---------------------- | ---------------------- | ---------------------- | ---------------------- |
| Año                    | Competición                                                 | Lugar                  | Puesto                 | Marca (m.)             |                        |
| 2009                   | Campeonato Mundial de Atletismo Sub-18                      | Bresanona              | 4ª                     | 51,42                  |                        |
| 2009                   | Festival Olímpico de la Juventud Europea                    | Tampere                | 2ª                     | 51,46                  |                        |
| 2010                   | Campeonato Mundial de Atletismo Sub-20                      | Moncton                | 15ª (q)                | 48,10                  |                        |
| 2011                   | Campeonato de los Balcanes de Atletismo                     | Sliven                 | 3ª                     | 54,03                  |                        |
| 2011                   | Campeonato Europeo de Atletismo Sub-20                      | Tallin                 | 5ª                     | 54,73                  |                        |
| 2012                   | Campeonato Mundial de Atletismo Sub-20                      | Barcelona              | 3ª                     | 54,43                  |                        |
| 2012                   | Campeonato de los Balcanes de Atletismo                     | Eskişehir              | 2ª                     | 51,48                  |                        |
| 2013                   | Campeonato Europeo de Atletismo Sub-23                      | Tampere                | 3ª                     | 54,43                  |                        |
| 2015                   | Campeonato Europeo de Atletismo Sub-23                      | Tallin                 | 7ª                     | 53,82                  |                        |
| 2016                   | Campeonato Europeo de Atletismo                             | Ámsterdam              | 31ª (q)                | 49,18                  |                        |
| 2017                   | Campeonato Europeo de Atletismo por Naciones - Segunda Liga | Tel Aviv               | 7ª                     | 51,66                  |                        |
| 2017                   | Campeonato de los Balcanes de Atletismo                     | Novi Pazar             | 1ª                     | 56,41                  |                        |
| 2018                   | Campeonato Europeo de Atletismo                             | Berlín                 | 11ª                    | 55,23                  |                        |
| 2019                   | Campeonato Europeo de Atletismo por Naciones - Tercera Liga | Skopie                 | 2ª                     | 56,71                  |                        |
| 2019                   | Campeonato de los Balcanes de Atletismo                     | Pravets                | 1ª                     | 57,21                  |                        |
| 2021                   | Copa Europea de Lanzamiento                                 | Split                  | 5ª                     | 62,25                  |                        |
| 2021                   | Campeonato Europeo de Atletismo por Naciones - Tercera Liga | Limasol                | 1ª                     | 57,13                  |                        |
| 2021                   | Juegos Olímpicos                                            | Tokio                  | 20ª (q)                | 58,93                  |                        |
| 2022                   | Copa Europea de Lanzamiento                                 | Leiria                 | 3ª                     | 57,26                  |                        |
| 2023                   | Copa Europea de Lanzamiento                                 | Leiria                 | 2ª                     | 60,56                  |                        |
| 2023                   | Campeonato Mundial de Atletismo                             | Budapest               | 31ª (q)                | 54,21                  |                        |

### Mejores marcas
| Disciplina              | Marca    | Lugar | Fecha             |
| ----------------------- | -------- | ----- | ----------------- |
| Lanzamiento de jabalina | 62,25 m. | Split | 9 de mayo de 2021 |